# 湯博區

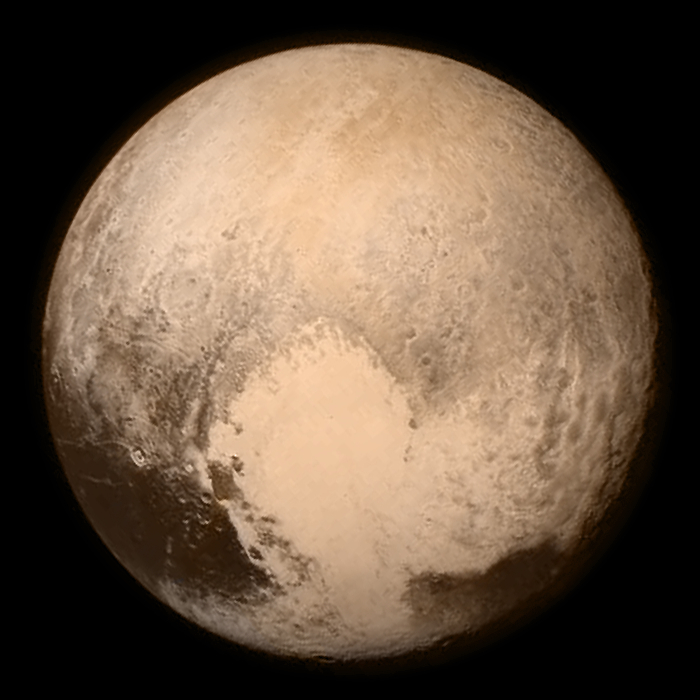
新視野號在2015年7月13日所拍攝的高解析度相片

湯博區（英語：Tombaugh Regio，俗稱冥王星之心）是矮行星冥王星一個顯著的表面特徵。一個橫跨大約1,590公里的巨大、淺色區域，在NASA的媒體當中被暱稱為冥王星的“心”。

## 命名
該區域首次被發現是在新视野号探測器從異常進入的安全模式恢復後，由冥王星所傳回來的初始影像。NASA最初依照其整體外型輪廓而稱為“心”。2015年7月15日，這個區域被NASA正式命名為“湯博區”，以紀念冥王星的發現者-天文學家克莱德·汤博。儘管如此，NASA仍舊會使用“心”來稱呼這個區域。

## 地質原因分析
稍後收集到的資料顯示，“心”的兩“葉”雖然共同有一個明亮的外觀，但相鄰的地質特性卻截然不同。左葉的部分比右葉來得平滑，顏色也有些微不同。在早先的猜想，左葉是被氮雪填滿的巨大隕石坑，當中的亮點則是突出的山峰。7月15日公開的照片顯示了當中有3,500公尺高，由水冰形成的山脈。在“心”底部的深暗區域，似乎可能是一個含有大量冰的撞擊坑，而“水冰山脈”是碰撞的殘餘碎片，“湯博區”的平滑特徵則是碰撞後安定的殘餘。
在新視野號所得到最初的相片中，平滑的表面缺乏撞擊坑，顯示該大撞擊在冥王星的行星形成中是“近期”發生的。從這種巨大的撞擊產生的熱，可能是行星碰撞的交互作用中仍無法解釋的能量儲存。這樣撞擊的巨大力量可以解釋一些冥王星表面所看到的地質特徵，同時也有助於進一步解釋其他目前尚未了解的地貌過程。
這個特徵在新視野號穿越的60年前已經被辨認為是一個亮點，雖然在當時仍不可能有足夠的解析度來確定它的形狀。
有些人也認為這個特徵看起來像是迪士尼當中與冥王星同名的角色——布鲁托。。此外，該特徵也意外地與美少女戰士的水手冥王星的武器時空之杖上可分離的石榴石外型相似。